# Terra di ribellione
Terra di ribellione (Windom's Way) è un film del 1957 diretto da Ronald Neame.

## Trama
La sofisticata moglie di un medico lo raggiunge nella sua missione in Malesia per cercare di ricucire il loro matrimonio. Gli attriti sempre più violenti tra i lavoratori delle piantagioni di gomma locali e le autorità costringono entrambe le parti a prendere delle decisioni.